# Caumont, Gironde
 Caumont  là một xã thuộc tỉnh Gironde trong vùng Nouvelle-Aquitaine tây nam nước Pháp.